# Henry Williamson
Henry William Williamson (Lewisham, 1 de dezembro de 1895 – Londres, 13 de agosto de 1977) foi um prolífero escritor inglês, conhecido pelos seus romances com temas inspirados na história natural e social.

## Obras
- The Flax of Dreams - tetralogia sobre a vida de Willie Maddison
  - The Beautiful Years (1921)
  - Dandelion Days  (1922)
  - The Dream of Fair Women (1924)
  - The Pathway (1928)

- A Chronicle of Ancient Sunlight - série semiautobiográfica de 15 livros sobre a vida de Phillip Maddison desde o nascimento até ao início da década de 1950.
  - The Dark Lantern (1951)
  - Donkey Boy (1952)
  - Young Phillip Maddison (1953)
  - How Dear Is Life (1954)
  - A Fox Under My Cloak (1955)
  - The Golden Virgin (1957)
  - Love and the Loveless (1958)
  - A Test to Destruction (1960)
  - The Innocent Moon  (1961)
  - It Was the Nightingale (1962)
  - The Power of the Dead (1963)
  - The Phoenix Generation (1965)
  - A Solitary War (1967)
  - Lucifer Before Sunrise (1967)
  - The Gale of the World (1969)

- Outros Romances
  - The Lone Swallows (1922)
  - The Peregrine’s Saga, and Other Stories of the Country Green (1923)
  - The Old Stag  (1926)
  - Tarka the Otter (1927)
  - The Linhay on the Downs (1929)
  - The Ackymals  (1929)
  - The Wet Flanders Plain  (1929)
  - The Patriot’s Progress   (1930)
  - The Village Book  (1930)
  - The Labouring Life  (1932)
  - The Wild Red Deer of Exmoor  (1931)
  - The Star-born  (1933)
  - The Gold Falcon or the Haggard of Love  (1933)
  - On Foot in Devon  (1933)
  - The Linhay on the Downs and Other Adventures in the Old and New Worlds  (1934)
  - Devon Holiday  (1935)
  - Salar the Salmon  (1935)
  - Goodbye West Country (1937)
  - The Children of Shallowford (1939)
  - The Story of a Norfolk Farm  (1941)
  - Genius of Friendship: T.E. Lawrence  (1941)
  - As the Sun Shines (1941)
  - The Incoming of Summer (undated)
  - Life in A Devon Village (1945)
  - Tales of a Devon Village (1945)
  - The Sun in the Sands (1945)
  - The Phasian Bird (1948)
  - The Scribbling Lark (1949)
  - Tales of Moorland and Estuary (1953)
  - A Clearwater Stream   (1958)
  - In The Woods, a biographical fragment (1960)
  - The Scandaroon  (1972)

- Obreas póstumas publicadas pela Henry Williamson Society
  - Days of Wonder (1987)
  - From a Country Hilltop (1988)
  - A Breath of Country Air (2 vols, 1990-91)
  - Spring Days in Devon, and other Broadcasts (1992)
  - Pen and Plough: Further Broadcasts (1993)
  - Threnos for T.E. Lawrence and Other Writings (1994)
  - Green Fields and Pavements (1995)
  - The Notebook of a Nature-lover (1996)
  - Words on the West Wind: Selected Essays from The Adelphi (2000)
  - Indian Summer Notebook: A Writer's Miscellany (2001)
  - Heart of England: Contributions to the Evening Standard, 1939-41 (2003)
  - Chronicles of a Norfolk Farmer: Contributions to the Daily Express, 1937-39 (2004)
  - Stumberleap, and other Devon Writings: Contributions to the Daily Express and Sunday Express, 1915-1935 (2005)
  - Atlantic Tales: Contributions to the Atlantic Monthly, 1927-1947 (2007)